# Burg Katz
Die Burg Katz ist eine rechtsrheinische Spornburg in St. Goarshausen, Rheinland-Pfalz. Ursprünglich trug die Burg den Namen Burg Neukatzenelnbogen, der sich mit der Zeit auf Burg Katz verkürzte.
Seit 2002 ist die Burg Katz Teil des UNESCO-Welterbes Oberes Mittelrheintal.

## Geschichte

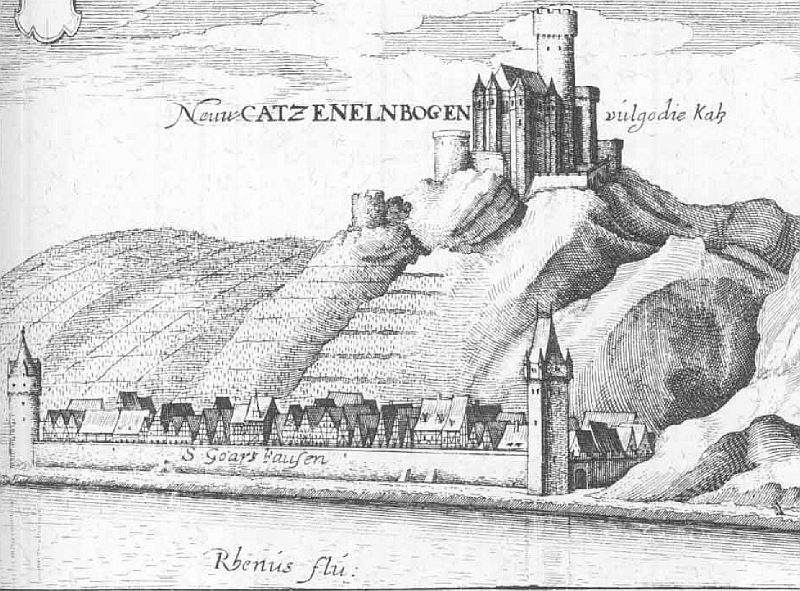
Burg Katz über St. Goarshausen – Auszug aus der Topographia Hassiae von Matthäus Merian 1655

Die Burg wurde um 1360 bis 1371 von den Grafen von Katzenelnbogen erbaut. Grund war wohl die direkte Nachbarschaft der kurtrierschen Burg Maus, die sich seit 1356 im Bau befand. Weiterhin bildete die Burg zusammen mit Burg Rheinfels auf der anderen Rheinseite einen Zollriegel und verstärkte so das Netz von Burgen, das die Herren von Katzenelnbogen in Südwestdeutschland kontrollierten.
Das Geschlecht der Katzenelnbogener erlosch im Mannesstamm 1479. Das Grafenamt – und damit auch die Burg – ging an die Landgrafen von Hessen, da Landgraf Heinrich III. von Hessen-Marburg die Tochter des letzten Grafen von Katzenelnbogen geheiratet hatte. In der Folge wurde die Burg Katz wie die Burg Rheinfels zum Zankapfel bei Erbstreitigkeiten zwischen den Linien Hessen-Kassel und Hessen-Darmstadt. Dabei wurde sie 1626 und 1647 belagert und teilweise zerstört. Während des Streits wurde sie aber auch mehrfach durch Befestigungsanlagen und Geschützstellungen verstärkt.
1692 erlitt die Burg im Pfälzischen Erbfolgekrieg während der Belagerung von Burg Rheinfels durch die Eroberungsheere von Ludwig XIV. wieder Zerstörungen. Im Siebenjährigen Krieg wurde sie 1758 von den Franzosen erobert, 1763 wieder zurückgegeben. Napoleon ließ die davor unzerstörte Burganlage schließlich im Jahre 1806 sprengen, wie auch Burg Gutenfels oberhalb von Kaub.
1816 gelangte die Burgruine an das Herzogtum Nassau, ging im Laufe des 19. Jahrhunderts durch verschiedene private Hände und wurde schließlich 1896 vom damaligen Landrat des Kreises St. Goarshausen, Ferdinand Berg, erworben. Er ließ die Burg nach Plänen des Kölner Architekturbüros Schreiterer & Below in Anlehnung an den mittelalterlichen Bestand entsprechend dem Zeitgeschmack als Wohnsitz neu aufbauen. Dabei wurde wenig Rücksicht auf die mittelalterlichen Reste genommen. Der rheinseitige Bau erinnert nur entfernt an den ehemaligen Palas. Wirkliches Mittelalter ist noch in der Ruine des Bergfrieds sowie in Teilen der bergseitigen Schildmauer und dem Zwinger erhalten.
1928 wurde die Burg Katz versteigert. 1936 fiel sie an den Reichsarbeitsdienst. Auf der Burg wurde ein Schulungslager eingerichtet.
Nach dem Zweiten Weltkrieg wurde die Bundesrepublik Deutschland als Rechtsnachfolgerin des Deutschen Reiches Eigentümerin der Burg. Sie diente zunächst als provisorisches Schulgebäude des Institut Hofmann.
Das Internat war bereits 1948 unter der Leitung der Familie Altgelt eröffnet worden. Da die Schule in St. Goarshausen kriegsbedingt teilweise zerstört war, wurde das Gymnasium in extra dafür errichtete Baracken auf dem Burggelände verlegt. Nach Renovierung im Jahre 1950–1951 wurde das Institut in der Stadt wieder zur Hauptschule. Die Baracken wurden durch Internatsschüler zur Präparation weiter genutzt.
Noch bis 1966 waren auf der Burg Schüler aus dem Internat des Instituts Hofmann untergebracht. 1964 bezogen sie das neuerrichtete Gebäude des inzwischen verstaatlichten Wilhelm-Hofmann-Gymnasiums in der St. Goarshausener Innenstadt.
Bis Ende 1987 war Burg Katz eine Erholungsstätte des Sozialwerks der Bundesfinanzverwaltung. Wegen einer fehlenden Feuertreppe wurde die Erholungsstätte geschlossen und die Burg zum Verkauf angeboten. Der japanische Unternehmensberater Satoshi Kosugi erwarb 1989 Burg Katz zum Preis von 4,3 Millionen DM und wollte diese ursprünglich zu einem Hotel speziell für japanische Touristen umbauen lassen. Der Ausbau fand nicht statt.
Heute befindet sich die Burg in japanischem Privatbesitz. Eine Besichtigung der Burg ist nicht möglich.

## Anlage

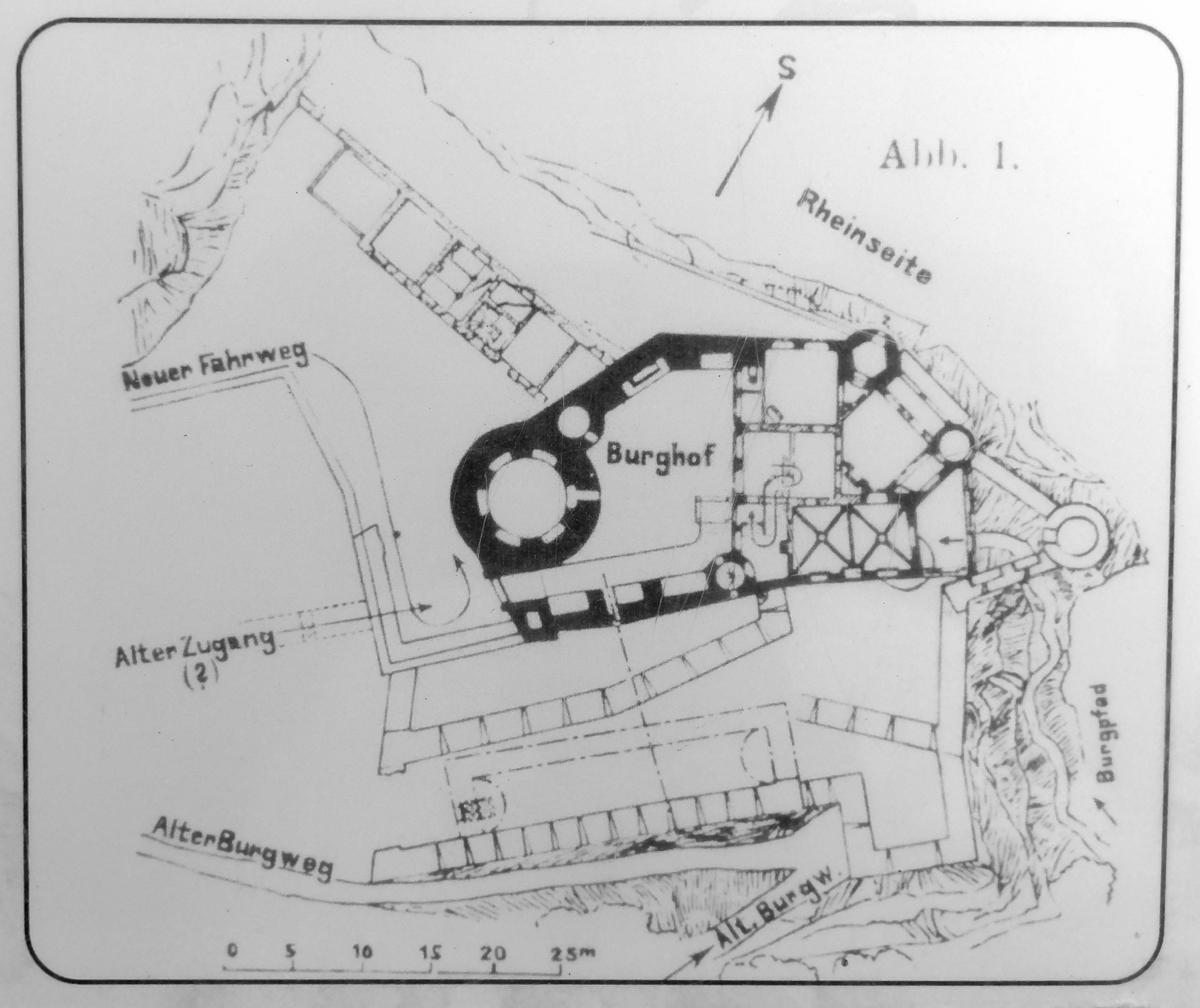
Bestandsplan der Burg

Die Burg fällt durch ihre ungewöhnlich kleine Grundfläche und dadurch kompakte Bauweise auf. Zentrales Element der Befestigung war der ursprünglich 40 Meter hohe Hauptturm auf der Angriffsseite der Burg. Er wurde zusätzlich durch einen in den Felsen gebrochenen Halsgraben und eine vorgelagerte dreieckige Bastion gesichert. Der Wohnturm war drei Stockwerke hoch.

## Bildergalerie

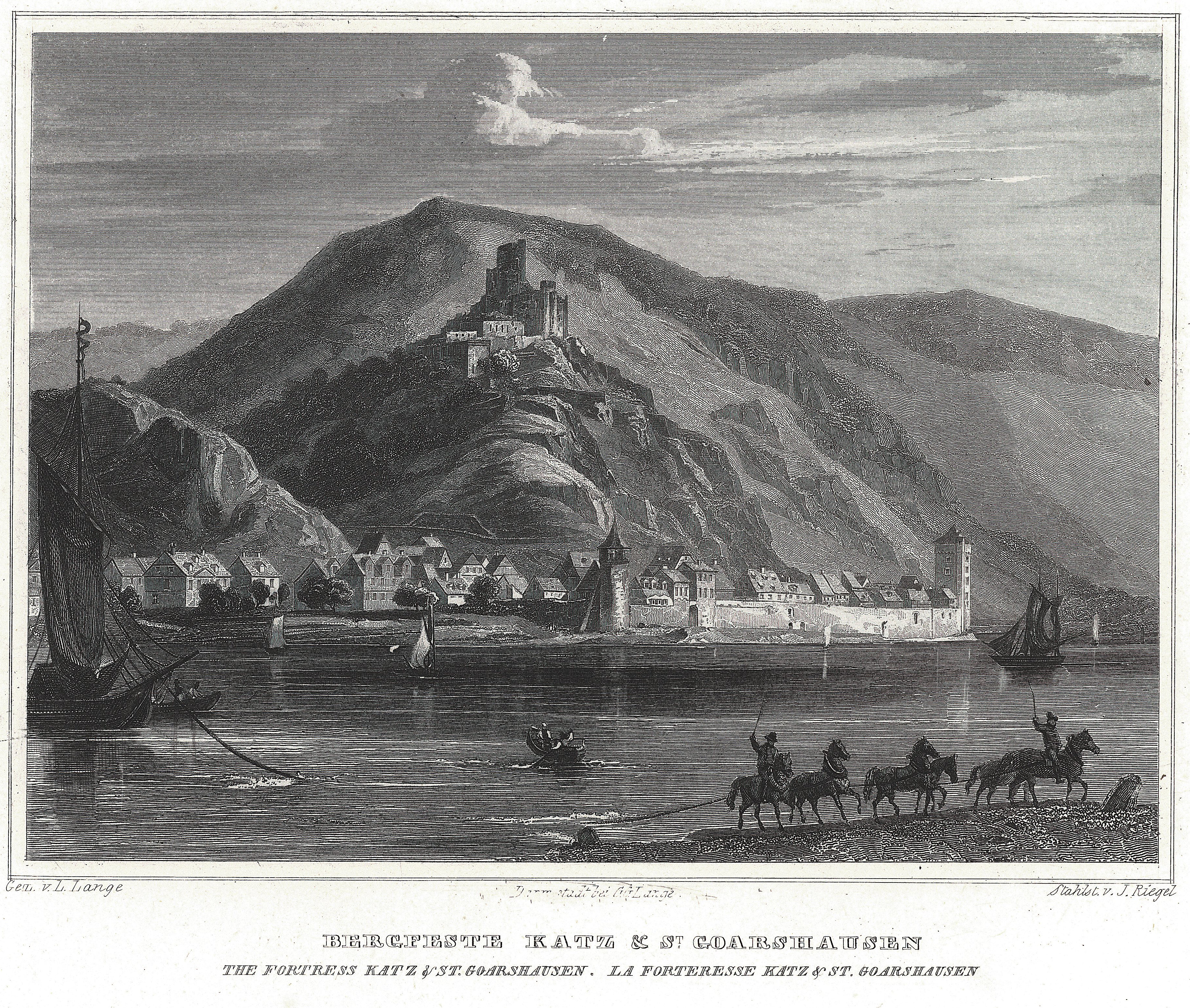
Stahlstich, Mitte 19. Jh.
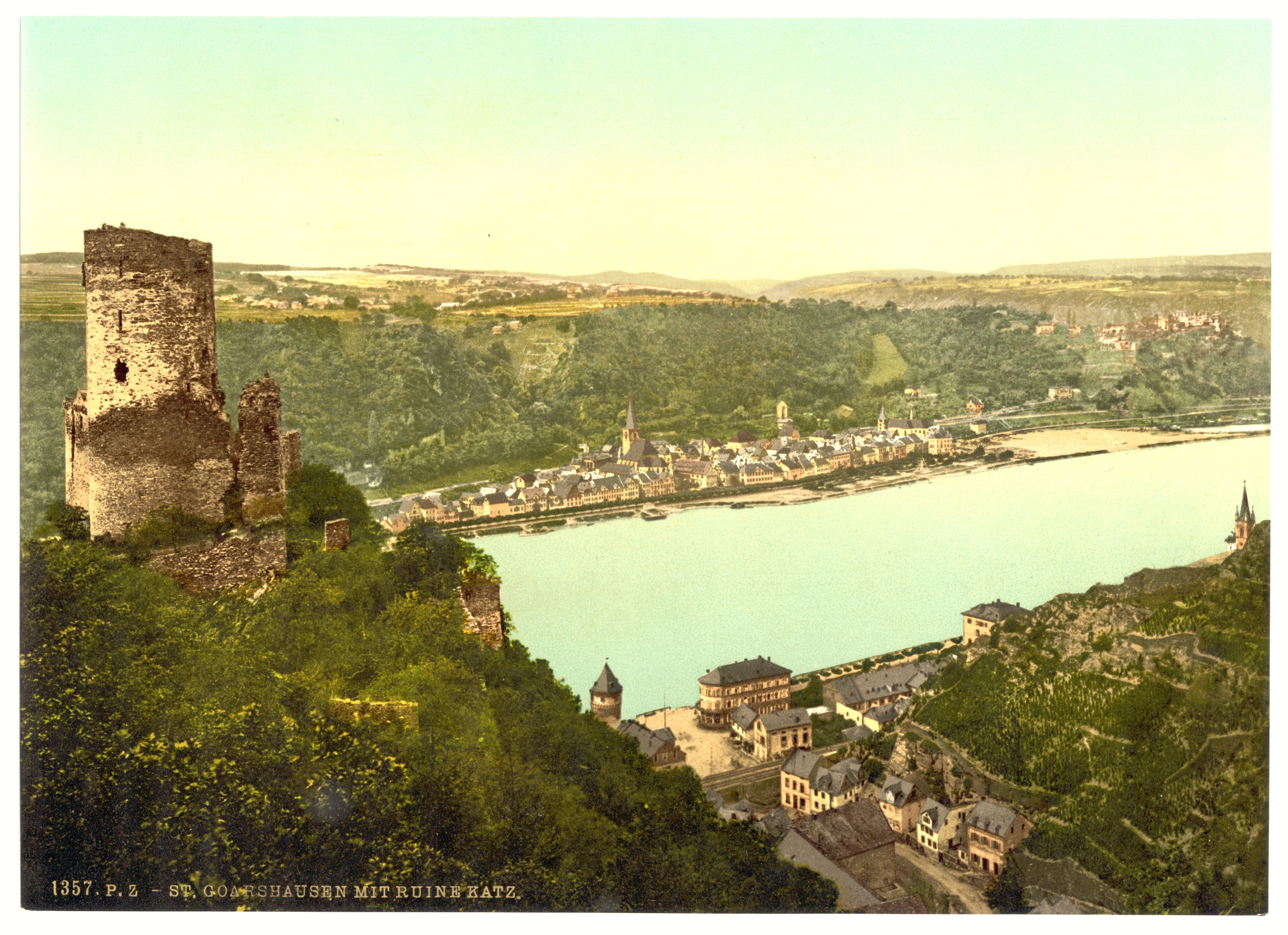
Postkarte (vor 1896)
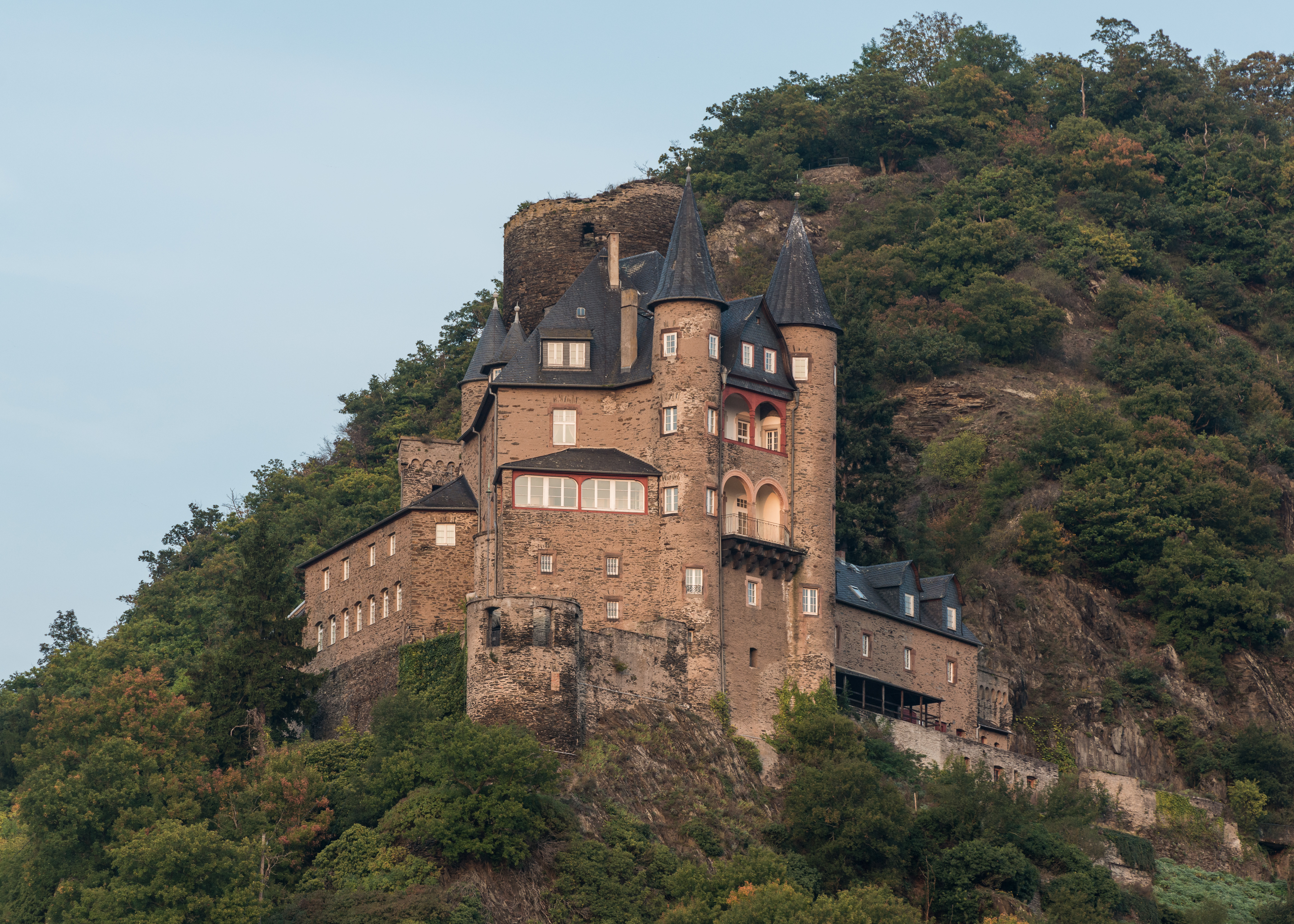
Südwestansicht (2014)
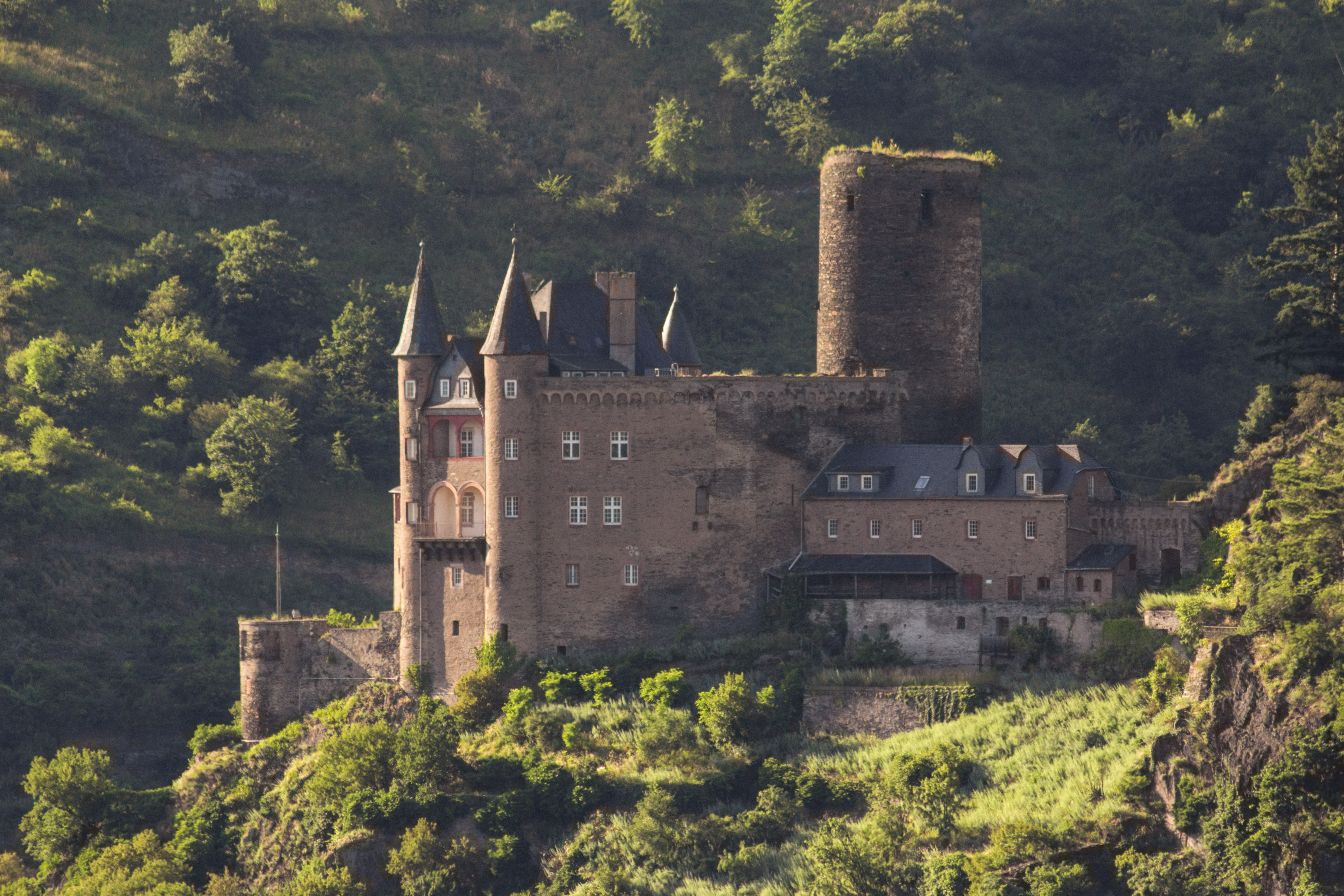
Burg Katz von der Loreley aus (2016)
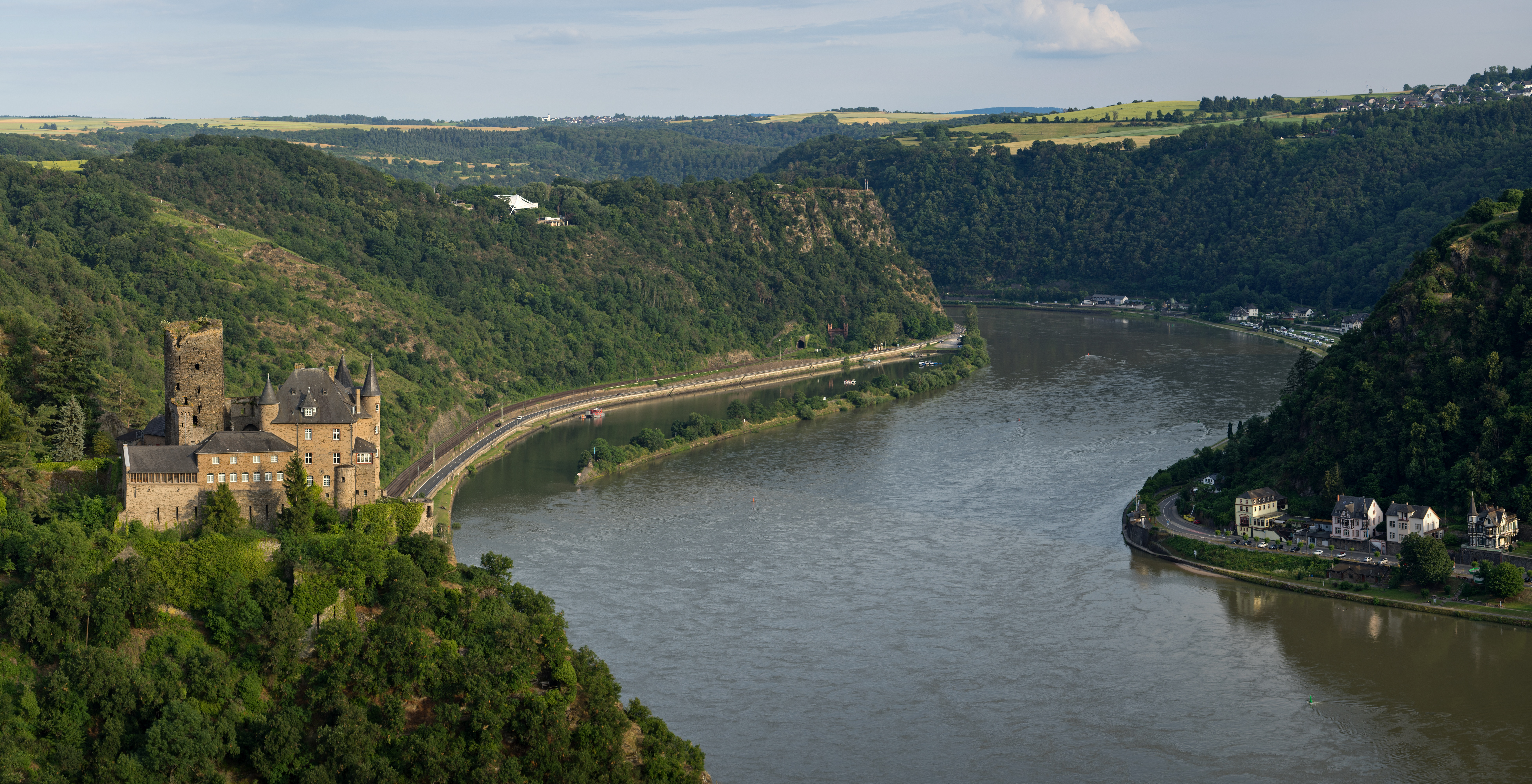
Nordwestansicht, im Hintergrund Loreley (2021)
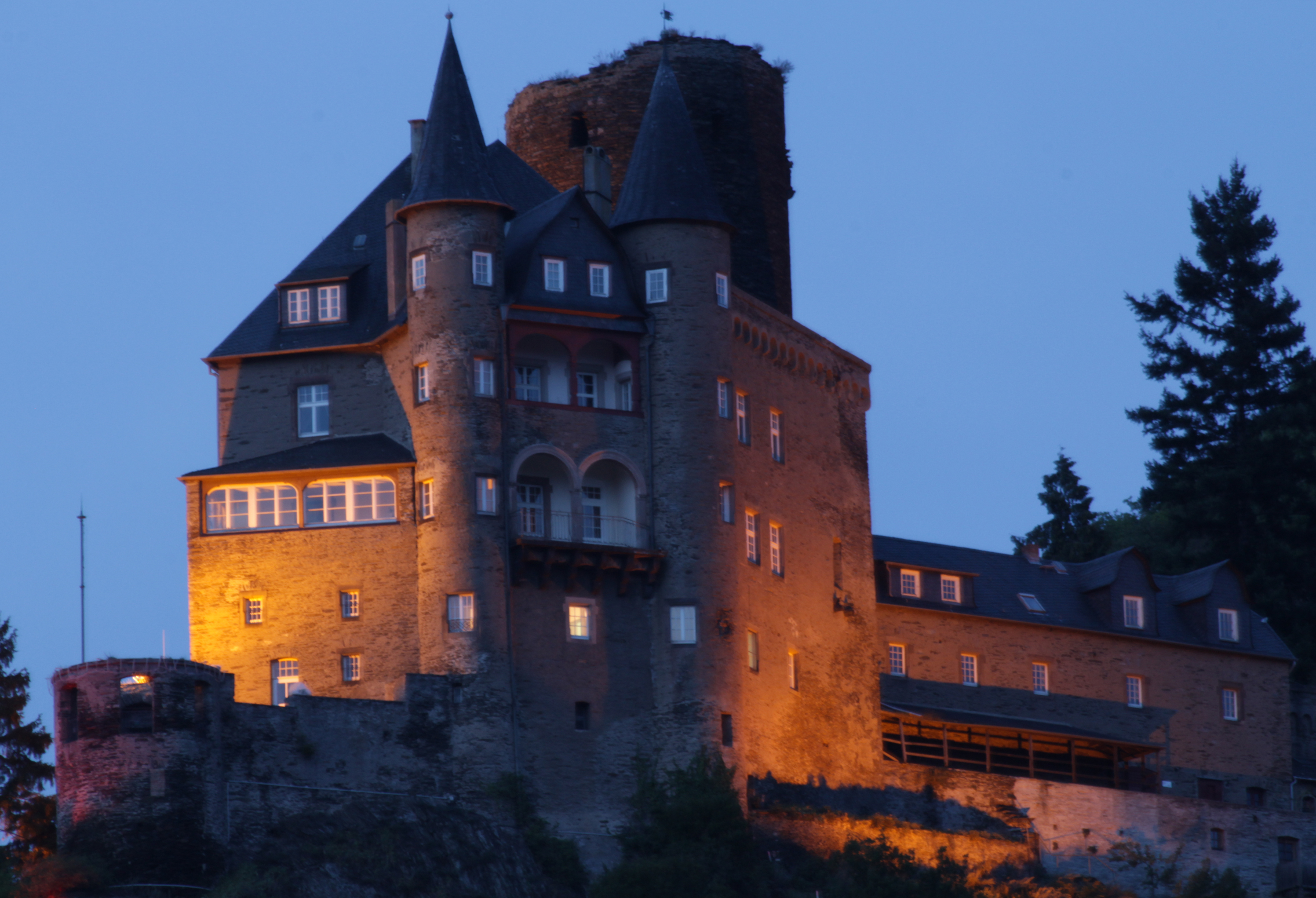
Nächtliche Burgansicht